# Höchenschwander Moor
Das Naturschutzgebiet Höchenschwander Moor befindet sich auf dem Gebiet der Gemeinde Höchenschwand im Landkreis Waldshut.

## Kenndaten
Das Naturschutzgebiet wurde mit Verordnung des Regierungspräsidiums Freiburg vom 21. April 1996 ausgewiesen und hat eine Größe von 9,3705 Hektar. Es wird unter der Schutzgebietsnummer 3.206 geführt. Der CDDA-Code für das Naturschutzgebiet lautet 163704 und entspricht der WDPA-ID.

## Lage und Beschreibung
Das Höchenschwander Moor befindet sich auf dem Gebiet der Gemeinde Höchenschwand, auf der Gemarkung Höchenschwand, mit einer Größe von rund 9 ha. Das in einer vermoorten Senke mit umgebenden Grünland liegende Naturschutzgebiet weist verschiedenen Moorgesellschaften, Seggenriede, Feuchtgebüsche sowie Feucht- und Goldhaferwiesen auf.

## Schutzzweck
Wesentlicher Schutzzweck ist die Erhaltung und Entwicklung verschiedener Moorgesellschaften, Seggenriede, Feuchtgebüsche sowie Feucht- und Goldhaferwiesen.

## Arteninventar
Im Naturschutzgebiet Höchenschwander Moor wurden folgende Arten erfasst:
- Höhere Pflanzen/Farne

Carex echinata (Stern-Segge), Carex nigra agg. (Artengruppe Braune Segge), Carex pulicaris (Floh-Segge), Carex rostrata (Schnabel-Segge), Dactylorhiza maculata agg. (Artengruppe Geflecktes Knabenkraut), Epilobium palustre (Sumpf-Weidenröschen), Equisetum fluviatile (Teich-Schachtelhalm), Eriophorum angustifolium (Schmalblättriges Wollgras), Eriophorum vaginatum (Moor-Wollgras), Genista sagittalis (Flügel-Ginster), Menyanthes trifoliata (Fieberklee), Nardus stricta (Borstgras), Parnassia palustris (Herzblatt), Platanthera bifolia (Weiße Waldhyazinthe), Potentilla palustris (Blutauge), Ranunculus aconitifolius (Eisenhutblättriger Hahnenfuß), Salix pentandra (Lorbeer-Weide), Trollius europaeus (Trollblume), Vaccinium oxycoccos agg. (Artengruppe Moosbeere), Vaccinium uliginosum (Gewöhnliche Moorbeere), Vaccinium vitis-idaea (Preiselbeere), Viola palustris (Sumpf-Veilchen)